# (6695) Barrettduff
(6695) Barrettduff es un asteroide perteneciente al cinturón de asteroides, región del sistema solar que se encuentra entre las órbitas de Marte y Júpiter.
Fue descubierto el 1 de agosto de 1986 por Eleanor F. Helin  desde el Observatorio Palomar.

## Designación y nombre
Designado provisionalmente como 1986 PD1, fue nombrado por Barrett Duff (1923-2022) quien coordinó la formación de la organización de extensión educativa sin fines de lucro Telescopes in Education (TIE) Foundation. Sus esfuerzos fueron fundamentales para el desarrollo exitoso de la Fundación TIE.

## Características orbitales
Barrettduff está situado a una distancia media del Sol de 2,606 ua, pudiendo alejarse hasta 3,139 ua y acercarse hasta 2,073 ua. Su excentricidad es 0,204 y la inclinación orbital 15,752 grados. Emplea 1536,53 días en completar una órbita alrededor del Sol.

## Características físicas
La magnitud absoluta de Barrettduff es 14,65. Tiene 5,077 km de diámetro y su albedo se estima en 0,189.